# Malin Aasa
Malin Anna L. Aasa (Tumba, 14 giugno 1987) è una cestista svedese.

## Carriera
Con la Svezia ha disputato i Campionati europei del 2013.